# Ōme
Ōme (青梅市, Ōme-shi) est une ville de la métropole de Tokyo, au Japon.

## Géographie

### Localisation
Ōme est située dans le nord-ouest de la métropole de Tokyo.

### Municipalités limitrophes
| Hannō   | Hannō  | Iruma           |
| Okutama | Ōme    | Mizuho          |
| Akiruno | Hinode | Akiruno, Hamura |

### Démographie
En juin 2021, la population d'Ōme était de 131 540 habitants, répartis sur une superficie de 103,31 km2.

### Hydrographie
La ville est traversée par le fleuve Tama.

## Toponymie
Le nom de la ville signifie abricot vert du Japon.

## Histoire
Le bourg moderne d'Ōme a été créé le 1er avril 1889. Il obtient le statut de ville le 1er avril 1951.

## Culture locale et patrimoine
- Musashi Mitake-jinja sur le mont Mitake
- Parc du chemin de fer d'Ōme

## Transports
Ōme est desservie par la ligne Ōme de la JR East. Les principales gares sont celles de Kabe, Higashi-Ōme et Ōme.

## Jumelage
La ville est jumelée avec la ville de Boppard en Allemagne.

### Ouvrage & film de photographies
- Chantal Stoman : Omecittà, 2020, Editions de l'Oeil  (ISBN 2351372832).
- Omecittà, documentaire, 2020[4]